# Dionora Uhlenbrock
Dionora Uhlenbrock SSpS (* 3. Juni 1901 in Waltrop, Kreis Recklinghausen; † 6. Februar 1944 in der Bismarcksee) war eine deutsche Steyler Missionsschwester und Märtyrin.

## Leben
Maria Uhlenbrock, sechstes von 12 Kindern eines Bergmanns, trat am 10. September 1924 im Alter von 23 Jahren in Steyl in das Missionshaus der Steyler Missionsschwestern ein. Sie begann am 8. Juni 1925 das Noviziat unter dem Ordensnamen Dionora. Die Zeitlichen Gelübde legte sie am 8. Dezember 1927 ab. Nach einer Ausbildung im Zeichnen, Malen und Herstellen von Paramenten reiste sie vom 29. September 1933 bis zum 4. Dezember mit anderen nach Alexishafen in die Papua-Neuguinea-Mission.
Nach der Besetzung Neuguineas durch die japanischen Invasionstruppen 1942 wurde sie zusammen mit Bischof Franziskus Wolf und zahlreichen Mitbrüdern und Missionsschwestern in einem Sammellager auf der Vulkaninsel Manam interniert, wo sie an Unterernährung litten und an Malaria erkrankten. Am 5. Februar gingen sie unter Protest auf das japanische Transportschiff Yorishime Maru, das am 6. Februar nachts von der amerikanischen Luftwaffe angegriffen wurde. Es starben 46 Menschen, darunter Dionora Uhlenbrock. Eine Gedenkstätte befindet sich in Alexishafen.

## Gedenken
Die Römisch-katholische Kirche in Deutschland hat Schwester Dionora Uhlenbrock als Märtyrin in das deutsche Martyrologium des 20. Jahrhunderts aufgenommen.